# Шольп Євген Густавович
Євген Густавович Шольп (26.04.1863–09(22).01.1916) — український державний діяч і член Державної думи I скликання від Київської губернії.

## Життєпис
Українець, православний. Закінчив Орловську військову гімназію (1881), Михайлівське артилерійське училище (1884) і Військово-юридичну академію. З 1894 по 1899 рік служив артилерійським офіцером.
Переїхав до Сибіру, де став мировим суддею в Красноярську, пізніше член Красноярського окружного суду. На цій посаді він щодня розглядав до 20 справ, а щомісяця до 250 справ.
У 1899-1900 роках надавав допомогу в організації притулку для бідних на курортному озері Шира (Єнісейська губернія). Очолив красноярське Товариство тверезості, входив до керівництва (рада) Товариства грамотності, співпрацював з комісією за потребами сільськогосподарської промисловості; займався вивченням переселенської справи. Друкувався в журналах «Восточное обозрение» (Іркутськ) і «Сибирь» (Санкт-Петербург). Обраний гласним Красноярської міської думи. У 1902, перебуваючи в цій якості, у рамках роботи повітових та губернських комітетів Особливої наради про потреби сільськогосподарської промисловості підготував законопроєкт про розвиток земства в Сибіру. Шольп підтримував трьохкуріальне земство і пропонував заснувати волосні земські структури, замінивши ними існуючі в той час волосні правління.
З 1903 року — член Уманського окружного суду. Організував в Умані Товариство грамотності, голова міської бібліотеки та відділення Червоного Хреста. Голова Уманського комітету Конституційно-демократичної партії, пізніше — член її Київського губернського комітету.
21 квітня 1906 — обраний до Державної думи I скликання від загального складу виборців Київських губернських виборчих зборів. Увійшов до Конституційно-демократичної фракції і Української громади. Член комісії з дослідження незаконних дій посадових осіб, комісії з громадянської рівністі й бюджетної комісії. Підписав законопроєкт «Про цивільну рівність». Доповідач Комісії щодо незаконних дій адміністрації. Виступав в дебатах з аграрного питання, з Наказу, з продовольчої допомоги населенню. В одній зі своїх промов звернув увагу на те, що «у Західному краю посилено переслідувалися будь-які спроби з боку селян увійти в зносини з депутатами». Увійшов до так званої комісії «із запиту».
26 червня зробив доповідь під час обговорення «козацького питання», повідомив членів Державної Думи про висновок комісії, яка розглянула заяву № 103 про запит з приводу незаконної мобілізації полків 2-й і 3-ї черги і використання їх для внутрішньої поліцейської служби. Усього було мобілізовано 40 козацьких полків і 50 окремих козацьких сотень, тобто, 8 полків. З мобілізованих 24-х донських полків тільки 4 воювало з японцями, інші 20 — зі своїми.
10 липня 1906 року у Виборзі підписав «Виборзьку відозву» і засуджений за ст. 129, ч. 1, п. П. 51 і 3 Кримінального Уложення, засуджений до 3 місяців в'язниці і позбавлений права бути обраним. На процесі 12 — 18 грудня 1907 не був присутнім, оскільки хворів.
1908 року — присяжний повірений Одеської Судової палати, при цьому проживав у Києві.
У 1915 році на червневій конференції кадетської партії Шольп попереджав, що «російському визвольному руху загрожує таке явище, якого ще не бувало: досі широкі народні маси ще не були налаштовані юдофобсько». Однак тепер джерелом юдофобства стала п'ятимільйонна російська армія, і Шольп побоювався, що «не буде села, куди б не була занесена ця зараза».
Помер у Києві 09 (22) січня 1916 року.

## Родина
- Донька — Олександра Шольп (1905-1989), музикознавиця

Можливі родичі:
- Брат — Аркадій Шольп, начальник служби руху Привіслянської залізниці у Варшаві[10].
- Брат — Олександр Шольп (1857-1938), генерал-майор, учасник Білого руху[11].
- Сестра — Ольга Шольп, директорка гімназії Шольп в Одесі[12].

## Твори
- Шольп Е. Г. Нужды сельско-хозяйственной промышленности Енисейской губернии в сравнении с губерниями земскими. — Красноярск: Типо-лит. М. Я. Кохановской, 1903. Ч. 1: Нужды общие, Ч. 2: Нужды особенные. — 1903. — [155] c.
- Шольп Евг. Московские впечатления // Венок на могилу Сергея Андреевича Муромцева / Под ред.: В. П. Обнинский. — М.: Типо-лит. т-ва И. Н. Кушнерев и Ко, 1910. c. 69-72
- Шольп Е. Г. Обрывки воспоминаний о В. М. Гаршине // Современники о В. М. Гаршине: воспоминания. — Саратов: Изд-во ун-та, 1977. — 251 с.